# Ricciotti Garibaldi
Ricciotti Garibaldi  (Montevidéu, 24 de fevereiro de 1847 — Roma, 17 de julho de 1924) foi um general italiano.

## Biografia
Era o quarto filho de Giuseppe Garibaldi e Anita Garibaldi. Seu nome foi dado em homenagem a Nicola Ricciotti, um patriota italiano muito admirado por Garibaldi, que fora fuzilado pelos Bourbon. Passou sua infância em Nice, Caprera e Inglaterra.
Ricciotti Garibaldi lutou na batalha de Bezzecca (1866), Mentana (1867) e na guerra franco-prussiana. Em Vosges, ocupou Châtillon e comandou a 4ª Brigada de voluntários garibaldinos que apoderou-se em Poully da bandeira do 61º regimento alemão da Pomerânia, a única bandeira prussiana tomada durante a guerra.
Casou-se com  a inglesa Constance Hopcraft com a qual criou um empreendimento comercial nas Américas e na Austrália, que terminou não prosperando. Foi deputado de 1887 a 1890.
Em 1897, comandou um grupo de camisas vermelhas, lutando pela Grécia contra o Império Otomano.
Sua saúde precária, devido à idade avançada, impediu-o de participar da I Guerra Mundial.
Posteriormente, opôs-se ao nascente fascismo.

### Família
Com Costance, teve sete filhos:
- Peppino Garibaldi (1879 - 1950), lutou na Grécia, na África do Sul contra os Boers, contra Cipriano Castro na Venezuela e no México contra Porfirio Díaz.
- Ricciotti Garibaldi Jr. (Roma 1881 - 1951), que lutou na Primeira Guerra Mundial em Argonne (França).
- César Menotti Garibaldi Jr. (1884 - 1934 Sri Lanka).
- Sante Garibaldi (1888-1946).
- Bruno Garibaldi (m. em Argonne, 1914).
- Costante Garibaldi (Roma 1892 - Argonne 1915).
- Ezio Garibaldi (1894-1971) e lutou em Argonne, nos Alpes, e apoiou o fascismo até 1940.

E, uma filha:
- Anita Itália (m. em Roma, em 1962).